# Görtschitztal

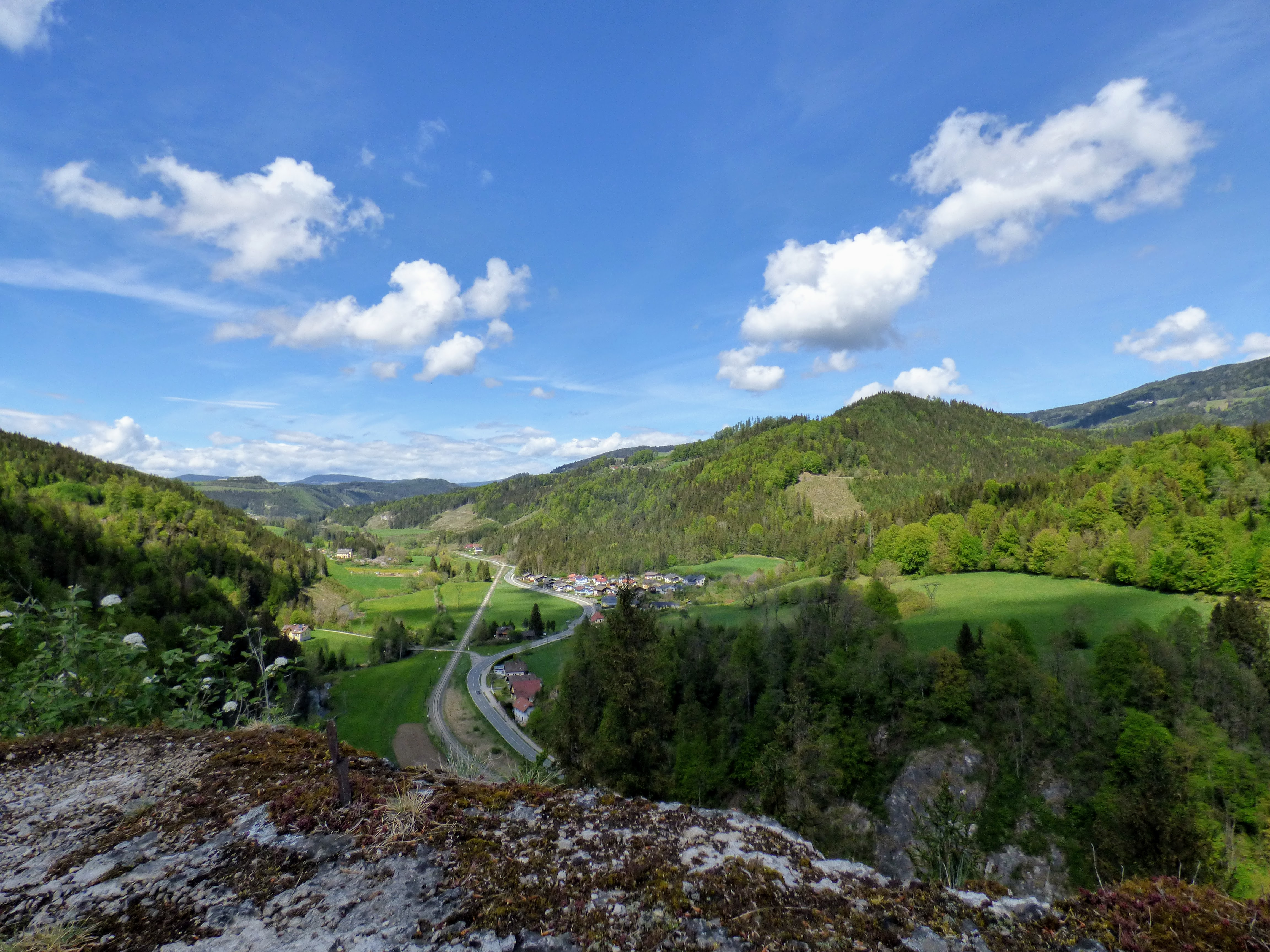
Görtschitztal nördlich von Eberstein

Das Görtschitztal ist eine Region in Kärnten, die von der Görtschitz durchflossen wird. Das Görtschitztal befindet sich im Osten des Bezirks Sankt Veit an der Glan.
Der Begriff wird nicht einheitlich verwendet. Mitunter versteht man darunter die Gesamtheit der Kärntner Gemeinden Brückl, Eberstein, Klein St. Paul und Hüttenberg, deren Gemeindehauptorte jeweils an der Görtschitz liegen, deren Gemeindegebiet jedoch bis auf den Kamm der Saualpe reichen. Gelegentlich wird sogar noch die steirische Gemeinde Mühlen am Oberlauf der Görtschitz als zum Görtschitztal gehörend betrachtet. 
In engerem Sinn versteht man unter dem Görtschitztal nur den engen Talbereich der Görtschitz von der steirisch-kärntnerischen Grenze im Norden bis zum Austritt ins Klagenfurter Feld, kurz vor der Mündung der Görtschitz in die Gurk, im Süden. Im Osten erheben sich Seetaler Alpen und Saualpe über das Görtschitztal, im Westen das Guttaringer Bergland, das Brückler Bergland und das Magdalensbergmassiv.
Durch das Görtschitztal verlaufen die Görtschitztal Straße B92 und die Görtschitztalbahn.

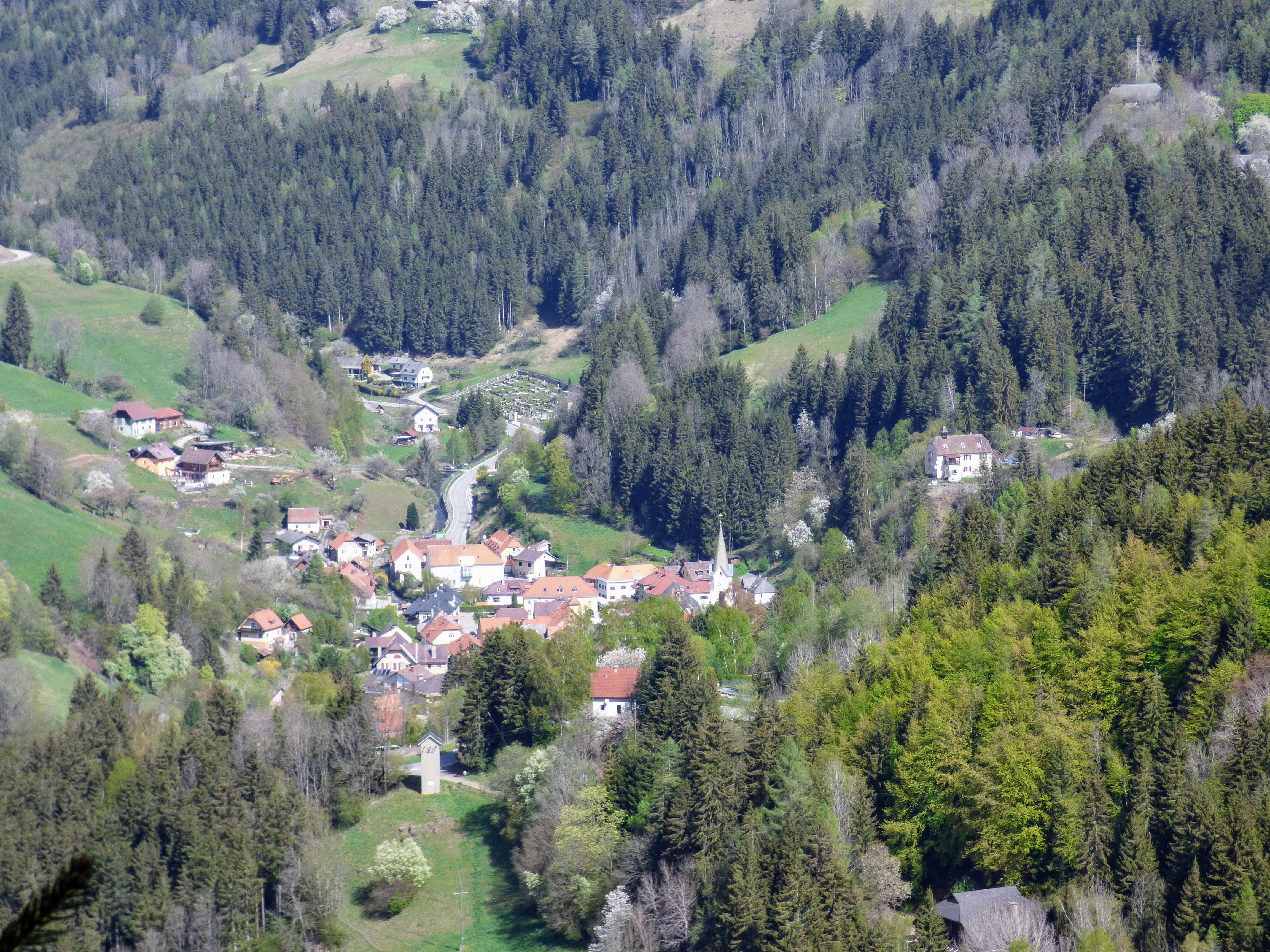
Hüttenberg
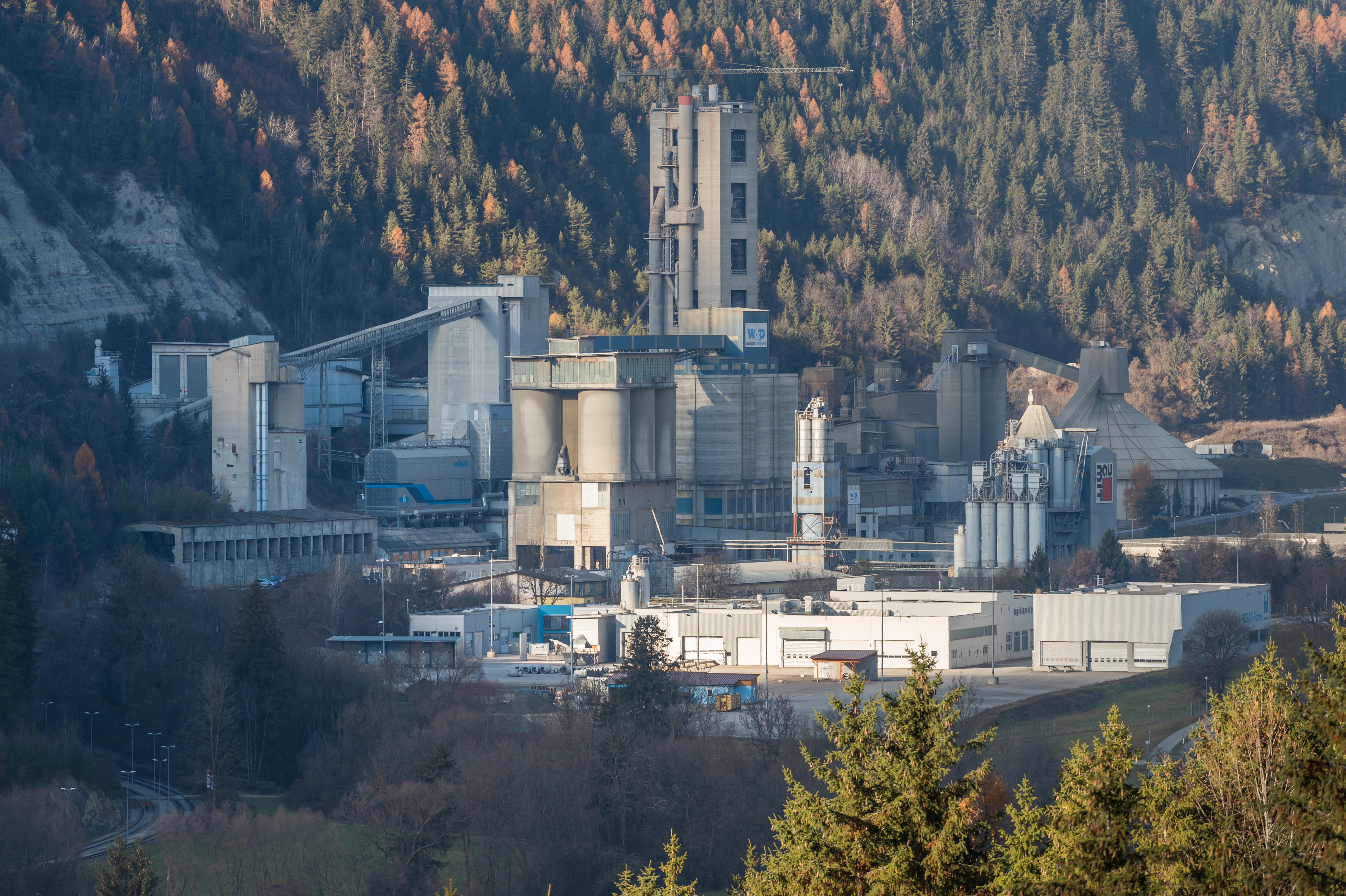
Wietersdorfer Zementwerk
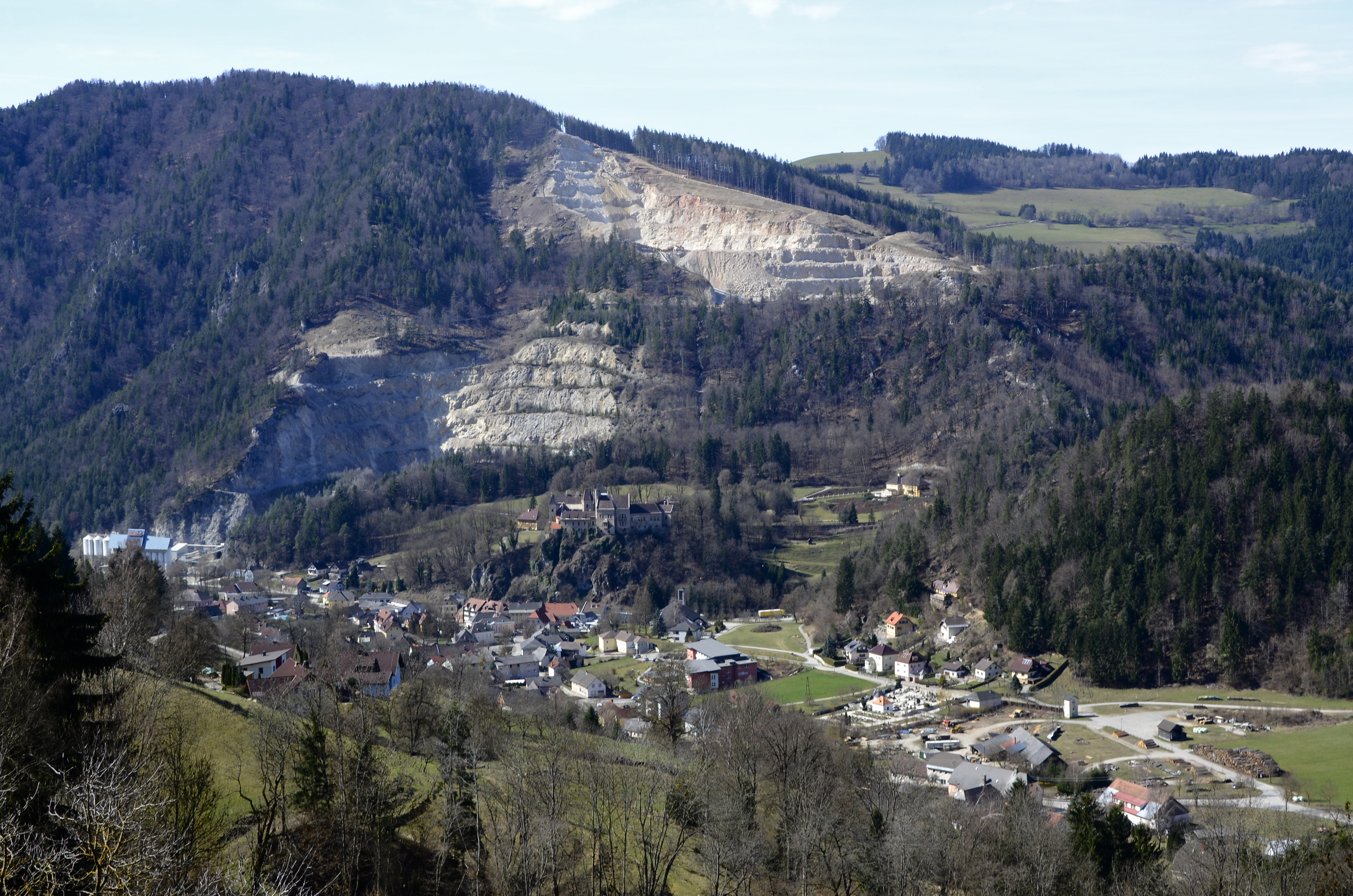
Eberstein
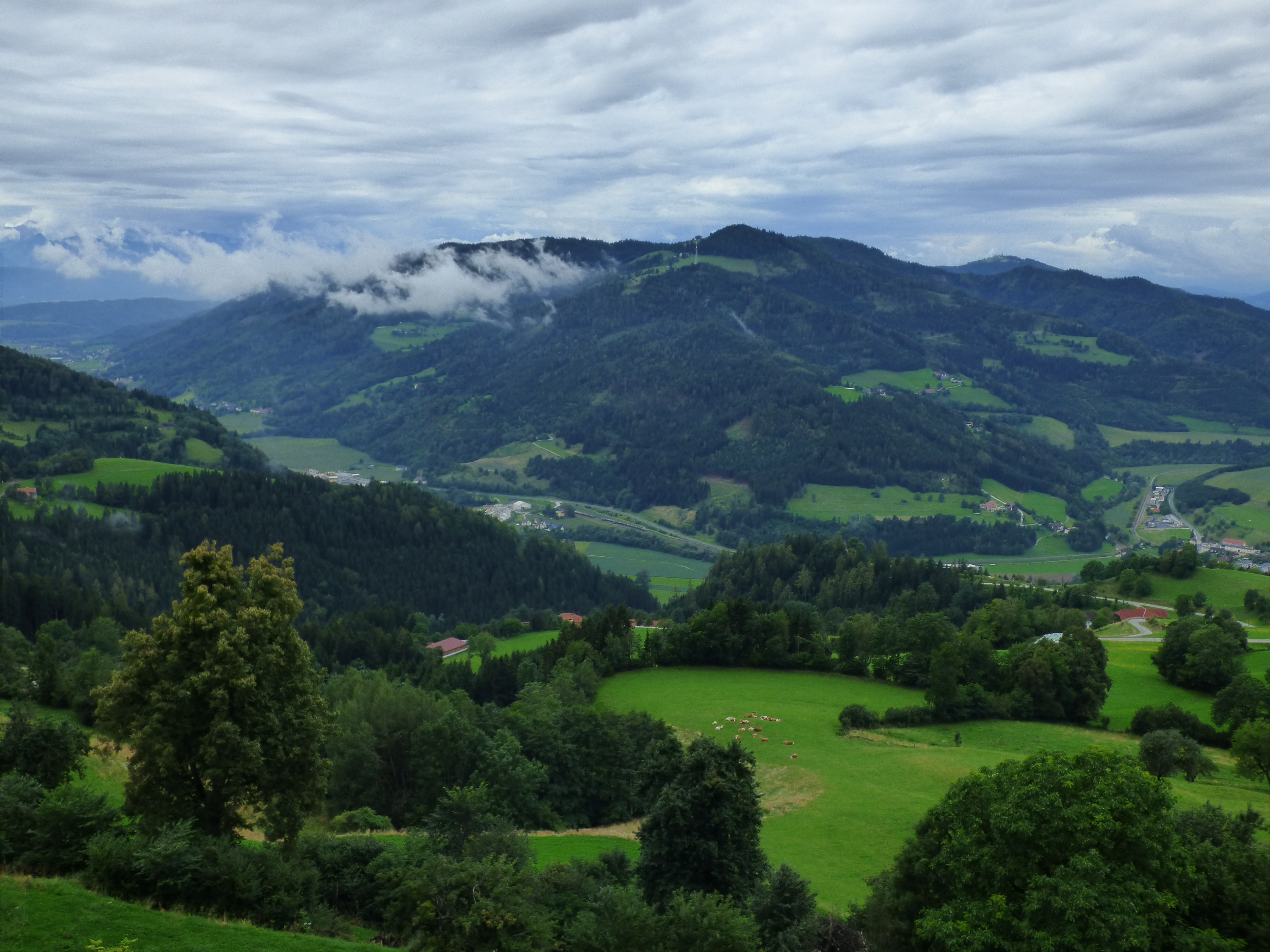
Görtschitztal zwischen Johannserberg und Lippekogel